# Ridha Ben Haj Khalifa
Pour les articles homonymes, voir Khalifa et Diki.
Ridha Ben Haj Khalifa (arabe : رضا حاج خليفة) alias Ridha Diki (arabe : رضا ديكي), mort le 22 novembre 2019, est un auteur-compositeur-interprète et producteur tunisien.
Par ailleurs dessinateur et écrivain autodidacte, il tient son nom de scène de sa chanson Diki Diki parue en 1979 sur la face B du 45 tours Ali au pays des merveilles.
Il meurt des suites d'un accident survenu en mai 2019.

## Biographie
Originaire de Ksar Hellal, Ridha Ben Haj Khalifa se fait connaître grâce à sa chanson Diki Diki sortie en 1979 et qui lui vaut le surnom de Ridha Diki.
Auteur-compositeur-interprète et producteur indépendant, Ridha Ben Haj Khalifa est un artiste complet qui a influencé des générations de Tunisiens. Il a à son actif plusieurs chansons à succès telles que Diki Diki et Ana Andi Rendez-vous.
Malgré sa popularité parmi les Tunisiens, l'artiste est marginalisé par les autorités publiques. Il passe par des moments difficiles et connaît une situation financière précaire.
Dans une interview le 17 juillet 2017 sur Express FM, Ridha Ben Haj Khalifa affirme : « Sans fausse modestie, je suis le premier monologuiste de l'histoire tunisienne ».
Il est victime d'un accident en mai 2019 qui lui cause une fracture du col de fémur. Bien qu'il se fasse opérer, sa situation ne s'améliore pas et son état de santé s'aggrave. Il meurt le 22 novembre de la même année,,.
Dans une interview accordée à La Presse de Tunisie, son frère révèle après sa mort les malversations que l'artiste a subies tout au long de sa carrière.

## Chansons
- 1979 : Ali au pays des merveilles (face A) et Diki Diki (face B)[13]
- Jingle Diki (remix jingle de Diki Diki)
- Ana Andi Rendez-vous
- Hamra
- Daddech K'ber Ou3ach
- I Wanna Be (composée et enregistrée en 1998)
- Kasscroute (blues)
- Ki Zarbout (musique country)
- Lalani (rock)
- Yammali Eddar
- Ana Enghanni Al Hob (tango)
- Koll Youm Ahkeya
- Ghneya (ballade bilingue en français et arabe)
- Mektoub Maktoub
- Am Salah

## Concerts
- 4 août 2012 : Festival international d'Hammamet accompagné du groupe ZanZanA[14] ;
- 8 juin 2014 : Ennejma Ezzahra[15] ;
- 11 avril 2016 : Journées musicales de Carthage (scène Habib-Bourguiba)[16].

## Vidéos
- Hallaitouchi[17] ;
- H'Keyet Ejjmel[18] ;
- El Visita (sketch adapté en 1985)[19] ;
- Zappons (court métrage expérimental avec extrait de sketches, d'interviews et de chansons)[20].